# Chiloscyphus obvolutus
Chiloscyphus obvolutus là một loài rêu tản trong họ Lophocoleaceae. Loài này được (Hook. f. & Taylor) Hässel de Menéndez miêu tả khoa học lần đầu tiên năm 1996.